# La Touche
La Touche é uma comuna francesa na região administrativa de Auvérnia-Ródano-Alpes, no departamento de Drôme. Estende-se por uma área de 8,29 km². Em 2010 a comuna tinha 262 habitantes (densidade: 31,6 hab./km²).